# 四神湯

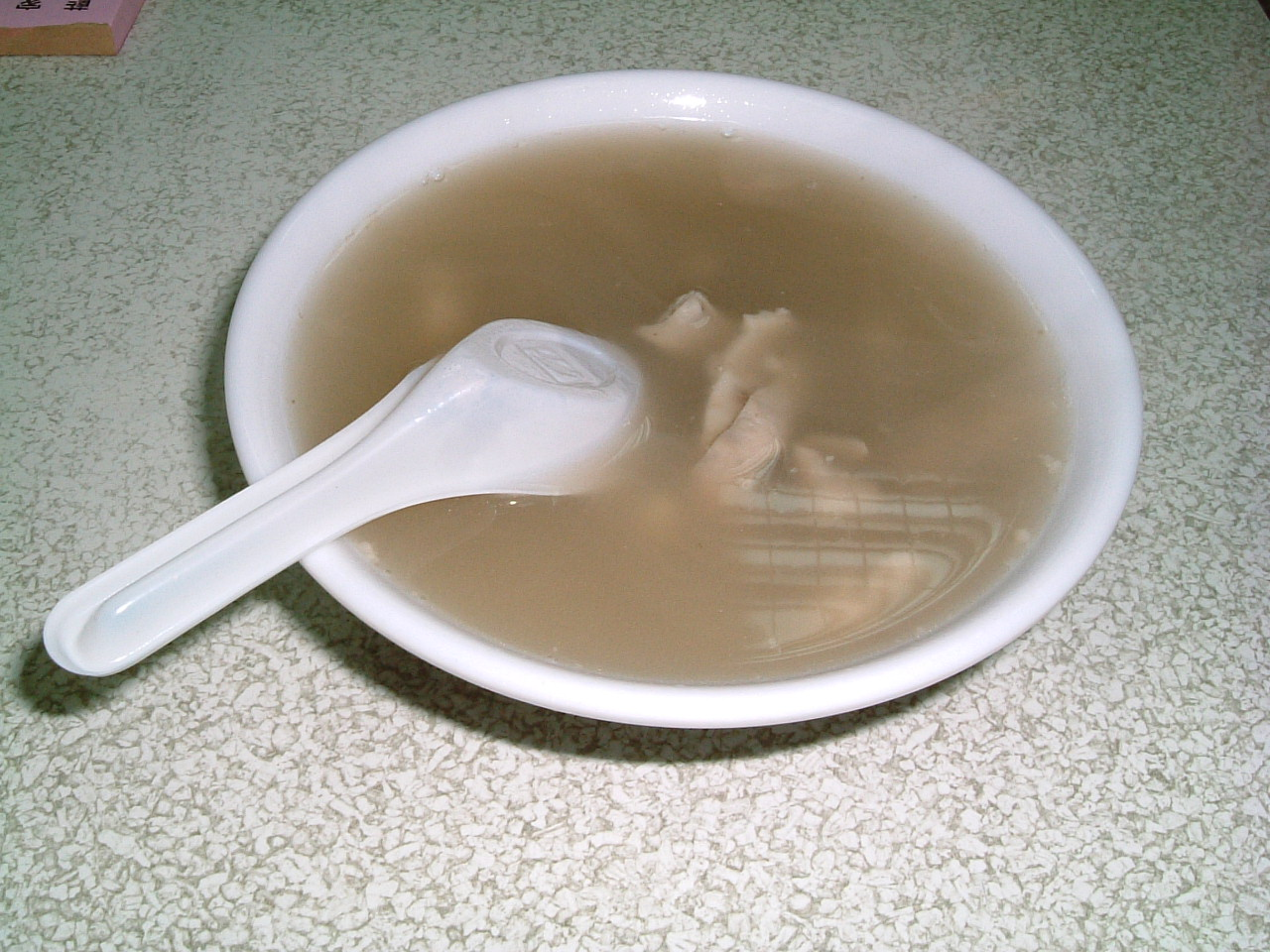
四神湯

四神湯（中華民國教育部《臺灣閩南語常用詞辭典》收錄四神湯）一說是「四臣湯」，為著名台灣小吃。四神湯是用淮山、芡實、蓮子和茯苓四味中藥加入排骨，豬肚或豬小腸，煮成鹹湯來食用。在台灣為減少藥味、增加口感和成本考慮，通常用薏仁來取代茯苓，或者只使用薏仁和豬小腸來煮湯。應留意四神汤和四物湯的分別。
(以上都是台灣閩南移民的食法）
廣東移民的四神湯是以甜湯的型式呈現。以淮山、芡實、蓮子、薏仁煮做甜湯來食用。

## 歷史
《壽世保元》(明朝龔廷賢)陽春白雪糕有用同樣的原料，「白茯苓去皮 懷山藥 芡實仁 蓮肉去心皮各四兩共為細末 陳倉米半升 糯米半升 白砂糖一斤半」。
中藥有四神丸(《內科摘要》明朝薛己），而以人參、白朮、茯苓和甘草這4種中藥為四君子湯。而以淮山、芡實、蓮子、茯苓四種中藥和豬肚或豬腸（豬小腸）為藥引，煮成藥膳湯，在臺灣稱做四神湯（臺語：sù-sîn-thng），有健脾利濕的功效。
在清朝文獻中沒有提到四神這個詞語。四神湯這個詞語源於台灣日治時期，在《台日大辭典》中就已經收錄。在台灣，一般攤販所賣的四神湯，為改善口感、減少藥味與節省成本，通常以薏仁取代芡實，或是只用薏仁、不使用四臣，也會加入米酒以提香。

## 四臣湯之說
唐魯孫在其著作《唐魯孫談吃》提到其在嘉義的見聞，「四臣湯」訛傳為「四神湯」，或有穿越故事說是乾隆下江南，四臣有恙，喝此湯後痊癒。

## 藥用
利濕、健脾胃、固腎補肺、養心安神、增強免疫力。
“四神”可以治疗消化不良、容易拉肚子，能吃不长肉、长不胖的人，且价格大众，是瘦人增肥食疗佳品。加入猪肚或豬小腸一起煲，更有帮助消化之效。

## 外部連結
- 補脾益氣四神湯（页面存档备份，存于）
- 四神湯(藥膳食譜)（页面存档备份，存于）
- 四神湯製作影片[永久]